# Kraina Elfów (serial animowany)
Kraina Elfów (ang. Faireez, 2005) – kanadyjsko-australijski serial animowany wyprodukowany przez Moody Street Kids i wykonany techniką Adobe Flash. Serial emitowany w Polsce na kanale MiniMini od 12 maja 2009 roku oraz na kanale TVP1 w Wieczorynce od 16 września 2009 roku.

## Opis fabuły
Gabi, Pola, Tytus i Tim codziennie chodzą do szkoły dla małych elfów, gdzie uczą się i doskonalą swe magiczne siły. Na ogół prowadzą spokojne życie, jednak w Krainie Elfów pojawia się Pulcherina, która chce przejąć władzę nad krainą. Elfiątka muszą pokrzyżować jej niecne plany.

## Postacie
- Pola (ang. Polly) – najmłodsza z elfików. Jej skóra jest żółta, ma żółte włosy uczesane w kitkę, żółtą bluzkę, żółto-czarne spodnie i buty tego samego koloru, a jej skrzydła są koloru żółtego. Dzięki skarpetkom niewidkom potrafi stać się prawie niewidzialna, gdyż kiedy je wkłada, zaczyna świecić żółtym kolorem, ale tylko czasami; zna również mowę przedmiotów. Jest trochę strachliwa, ale gdy pozostałe elfiki są w opałach, rusza im na pomoc. W odcinku Kryształowa góra otrzymała żółtą różdżkę okrągłą na górze z kulką na dole. Prawdopodobnie jest siostrą Gabi.
- Gabi (ang. Gabo) – najstarsza z elfików. Jej skóra jest różowa, ma różową bluzkę, spodnie, buty i krótkie różowe włosy, w które wpięty jest biały kwiatek, który zmienia się w książkę, kiedy Gabi tego chce, jej skrzydła są różowe. Potrafi się zmniejszyć tak bardzo jak chce. Zna również mowę roślin. Jest najmądrzejsza z elfików. W odcinku Kryształowa góra otrzymała różdżkę koloru różowego przypominającą pogięty hak. Prawdopodobnie jest siostrą Poli.
- Tytus (ang. Tucker) – średni z elfików. Jego skóra jest pomarańczowa, ma pomarańczowe ubranie, pomarańczowe buty i krótkie pomarańczowe włosy z grzywką sterczącą do góry, jego skrzydła są pomarańczowe i nosi pomarańczowy pasek. Potrafi zmienić się we wszystko i we wszystkich, zna również mowę zwierząt. Jest trochę nerwowy, ale przy pomocy innych potrafi się uspokoić. W odcinku Kryształowa góra otrzymał różdżkę koloru pomarańczowego przypominającą nóż. Jest młodszym bratem Tima.
- Tim – średni z elfików. Jego skóra jest niebieska, ma niebieską bluzkę, granatowe spodnie i buty tego samego koloru, krótkie niebieskie włosy i niebieskie skrzydła. Potrafi się rozciągać, zmieniać kształt i wpływać na pogodę. Jest zazwyczaj spokojnym elfem. W odcinku Kryształowa góra otrzymał niebieską różdżkę podobną do haka. Jest starszym bratem Tytusa.

## Spis odcinków
| Premiera odcinka | N/o | Polski tytuł                                 | Angielski tytuł                          |
| ---------------- | --- | -------------------------------------------- | ---------------------------------------- |
|                  |     |                                              |                                          |
| SERIA PIERWSZA   |     |                                              |                                          |
|                  |     |                                              |                                          |
| 12.05.2009       | 01  | Magiczna różdżka króla elfów                 | King Farley's Whistling Wand             |
|                  |     |                                              |                                          |
| 13.05.2009       | 02  | Zamczysko na wolności                        | Jumpalot on the Loose                    |
|                  |     |                                              |                                          |
| 14.05.2009       | 03  | Strzeżcie się uścisków Milusiaka             | Beware the Gloogalug Hug                 |
|                  |     |                                              |                                          |
| 15.05.2009       | 04  | Zaklęte góry                                 | The Lockemup Mountains                   |
|                  |     |                                              |                                          |
| 17.05.2009       | 05  | Rubinowe jajko                               | Eggnab                                   |
|                  |     |                                              |                                          |
| 18.05.2009       | 06  | Czupryna króla elfów                         | King Farley's Mop                        |
|                  |     |                                              |                                          |
| 19.05.2009       | 07  | Fałszywy tort urodzinowy                     | Birthday Fake                            |
|                  |     |                                              |                                          |
| 20.05.2009       | 08  | Lodowata intryga                             | A Chilling Plot                          |
|                  |     |                                              |                                          |
| 21.05.2009       | 09  | Magiczny tunel                               | The Hole Catastrophe                     |
|                  |     |                                              |                                          |
| 22.05.2009       | 10  | Nasienie zła                                 | The Seed of Evil                         |
|                  |     |                                              |                                          |
| 24.05.2009       | 11  | Gdzie jest sówka?                            | The Quest for Quincy                     |
|                  |     |                                              |                                          |
| 25.05.2009       | 12  | Czas odwrócony                               | Pilf Emit                                |
|                  |     |                                              |                                          |
| 26.05.2009       | 13  | Bracia Tim i Tytus                           | Tim vs Tucker                            |
|                  |     |                                              |                                          |
| 27.05.2009       | 14  | Skaczące fasolki                             | Up and Down                              |
|                  |     |                                              |                                          |
| 28.05.2009       | 15  | Porwanie                                     | Missing                                  |
|                  |     |                                              |                                          |
| 29.05.2009       | 16  | Samotna wyprawa                              | Solo Mission                             |
|                  |     |                                              |                                          |
| 01.06.2009       | 17  | Mały problem                                 | Small Problem                            |
|                  |     |                                              |                                          |
| 02.06.2009       | 18  | Stracony głos                                | The Lost Voice                           |
|                  |     |                                              |                                          |
| 03.06.2009       | 19  | Fałszywy król                                | Pseudo Farley                            |
|                  |     |                                              |                                          |
| 04.06.2009       | 20  | Magiczne źródło pamięci                      | Bubble, Bubble, Soil in Trouble          |
|                  |     |                                              |                                          |
| 05.06.2009       | 21  | Królestwo cienia                             | Shadowshade                              |
|                  |     |                                              |                                          |
| 07.06.2009       | 22  | Książę Dzidziak dzielny                      | Prince Weewacky the Brave                |
|                  |     |                                              |                                          |
| 08.06.2009       | 23  | Różowy przyjaciel Poli                       | Polly's Pink Pet                         |
|                  |     |                                              |                                          |
| 09.06.2009       | 24  | Korsarz śmierdząca skarpeta                  | Stinky Feet Pete                         |
|                  |     |                                              |                                          |
| 10.06.2009       | 25  | Żegnaj słoneczko                             | Goodbye Sunshine                         |
|                  |     |                                              |                                          |
| 11.06.2009       | 26  | Świetlisty zamek                             | Castle of Light                          |
|                  |     |                                              |                                          |
| 12.06.2009       | 27  | Księżyce nad Krainą Elfów                    | Moons Over Faireezia                     |
|                  |     |                                              |                                          |
| 14.06.2009       | 28  | Sen o Pulherinie                             | I Dream of Jumpalina                     |
|                  |     |                                              |                                          |
| 15.06.2009       | 29  | Królowa Lurlien                              | Queen Lurleen                            |
|                  |     |                                              |                                          |
| 16.06.2009       | 30  | Gaz Humbolta                                 | Humbolt's Gas                            |
|                  |     |                                              |                                          |
| 17.06.2009       | 31  | Cień zamczyska                               | Transparent Intentions                   |
|                  |     |                                              |                                          |
| 18.06.2009       | 32  | Nowa nauczycielka                            | The New Teacher                          |
|                  |     |                                              |                                          |
| 19.06.2009       | 33  | Urodziny                                     | Birthday Party                           |
|                  |     |                                              |                                          |
| 20.06.2009       | 34  | Puszcza śmiechu                              | Joker's Jungle                           |
|                  |     |                                              |                                          |
| 21.06.2009       | 35  | Na ratunek Jumpalinie                        | Save Jumpalina                           |
|                  |     |                                              |                                          |
| 22.06.2009       | 36  | Niesamowicie małe elfy                       | Incredible Shrinking Faireez             |
|                  |     |                                              |                                          |
| 24.06.2009       | 37  | Z paszczy smoka                              | Straight from the Dragon's Mouth         |
|                  |     |                                              |                                          |
| 25.06.2009       | 38  | Pieść Sylfenek                               | The Song of the Merfairezz               |
|                  |     |                                              |                                          |
| 26.06.2009       | 39  | Powrót korsarza Skarpety                     | The Return of Stinky Feet Pete           |
|                  |     |                                              |                                          |
| 28.06.2009       | 40  | Zimowa opowieść                              | The Glittering Glade                     |
|                  |     |                                              |                                          |
| 29.06.2009       | 41  | Siła magnezu                                 | Magnet Magic                             |
|                  |     |                                              |                                          |
| 30.06.2009       | 42  | Buty i buciki                                | If the Shoe Fits                         |
|                  |     |                                              |                                          |
| 01.07.2009       | 43  | Tłum profesorów                              | Too Many Higgledy's                      |
|                  |     |                                              |                                          |
| 02.07.2009       | 44  | Wiatr                                        | An Ill Wind                              |
|                  |     |                                              |                                          |
| 03.07.2009       | 45  | Zjadacze błota                               | Wallowing Wallops                        |
|                  |     |                                              |                                          |
| 05.07.2009       | 46  | Różdżka                                      | Wand-ering Minstrel                      |
|                  |     |                                              |                                          |
| 06.07.2009       | 47  | Wyprawa po skarb                             | Treasure Hunt                            |
|                  |     |                                              |                                          |
| 07.07.2009       | 48  | Kim jest Polduś?                             | Who's Humphreys?                         |
|                  |     |                                              |                                          |
| 08.07.2009       | 49  | Triclop i lizaki                             | Triclops and Lollypop                    |
|                  |     |                                              |                                          |
| 09.07.2009       | 50  | Festiwal pięciu Księżyców                    | Five Moons Festiva                       |
|                  |     |                                              |                                          |
| 10.07.2009       | 51  | Pulcherina, Pulcherina pulcherina pulcherina | Jumpalina, Jumpalina jumpalina jumpalina |
|                  |     |                                              |                                          |
| 12.07.2009       | 52  | Kryształowa góra                             | The Crystal Mountain                     |
|                  |     |                                              |                                          |